# Coryne sargassicola
Coryne sargassicola är en nässeldjursart som beskrevs av Calder 1988. Coryne sargassicola ingår i släktet Coryne och familjen Corynidae. Inga underarter finns listade i Catalogue of Life.